# 蚀盖耳蕨
蚀盖耳蕨（学名：Polystichum erosum）为鳞毛蕨科耳蕨属下的一个种。

## 扩展阅读
- 維基物種上的相關：蚀盖耳蕨